# 河田重
河田 重（かわだ しげ、1887年7月25日 - 1974年2月17日）は、日本の経営者。日本鋼管社長を務めた。

## 経歴
現在の茨城県龍ケ崎市出身。1916年に東京帝国大学法学部政治学科を卒業した。
太陽生命保険での勤務を経て、1919年に日本鋼管に転じ、1942年に監査役に就任し、取締役、常務を経て、1947年5月に社長に就任した。1963年11月から1966年11月まで会長を務めた。経済団体連合会、日本経営者団体連盟各常任理事も務めた。
1958年に藍綬褒章を受章し、1964年11月に勲二等瑞宝章を受章した。
1974年2月17日、急性肺炎で死去した。86歳没。